# Artjom Rafikowitsch Minulin
Artjom Rafikowitsch Minulin (russisch Артём Рафикович Минулин; englische Transkription: Artyom Rafikovich Minulin; * 1. Oktober 1998 in Tjumen) ist ein russischer Eishockeyspieler, der seit 2019 wieder beim HK Metallurg Magnitogorsk in der Kontinentalen Hockey-Liga (KHL) unter Vertrag steht.

## Karriere
Artjom Minulin begann seine Karriere als Eishockeyspieler in der Nachwuchsabteilung des HK Metallurg Magnitogorsk. Beim CHL Import Draft 2015 wurde er von den Swift Current Broncos aus der Western Hockey League in der ersten Runde als 29. Spieler ausgewählt. Daraufhin wechselte er nach Saskatchewan und spielte drei Jahre für die Broncos, mit denen er im Jahr 2018 die Meisterschaft in Form des Ed Chynoweth Cup gewann. Nach diesem Erfolg wechselte er zu den Everett Silvertips, mit denen er ein weiteres Jahr in der Western Hockey League spielte.
Nach vier Jahren in Nordamerika kehrte Minulin nach Magnitogorsk zurück und spielt seither beim HK Metallurg in der Kontinentalen Hockey-Liga. 2022 erreichte er die beste Plus/Minus-Bilanz der KHL. 2024 gewann er mit seiner Mannschaft den Gagarin-Pokal der KHL und damit auch die russische Meisterschaft.

### International
Für Russland nahm Minulin zunächst am Europäischen Olympischen Winter-Jugendfestival 2015 teil und gewann mit seiner Mannschaft die Goldmedaille. Zudem spielte er mit der russischen U20-Auswahl bei der Junioren-Weltmeisterschaft 2018.
Im Seniorenbereich debütierte er für Russland bei der Euro Hockey Tour 2021. Anschließend gehörte er zum Kader der Sbornaja unter neutraler Flagge bei den Olympischen Winterspielen in Peking 2022, wo er ohne eigenen Spieleinsatz die Silbermedaille gewann.

## Erfolge und Auszeichnungen
- 2018 Ed-Chynoweth-Cup-Gewinn mit den Swift Current Broncos
- 2022 Beste Plus/Minus-Bilanz der KHL-Hauptrunde
- 2024 Gagarin-Pokal-Gewinn und Russischer Meister mit dem HK Metallurg Magnitogorsk

### International
- 2015 Goldmedaille beim Europäischen Olympischen Winter-Jugendfestival
- 2022 Silbermedaille bei den Olympischen Winterspielen